# Economics Letters
Economic Letters est une revue d'économie en langue anglaise.